# 钱其琛
钱其琛（1928年1月5日—2017年5月9日），江苏嘉定（今上海市嘉定区）人，生于天津英租界，中国共产党、中华人民共和国外交家及政治人物，原副国级领导人。1942年10月加入中国共产党。苏联列宁共产主义青年团中央团校毕业。中共第十二届中央候补委员、委员（1985年9月中国共产党全国代表会议增选），中共第十三、十四、十五届中央委员，第十四、十五届中央政治局委员。曾任国务委员、国务院副总理、外交部部长等职。曾在中共中央、国务院长期主管外交、港澳事务和对台工作；1995年發表《香港涉台問題基本原則與政策》（簡稱「錢七條」）。

## 生平
钱其琛为清代史學家钱大昕十四世孙。1939年10月，随母迁居上海市。1942年9月，进入上海大同大学附中学习，同年10月加入中国共产党并任学校党小组长、党支部书记。1945年9月，开始在上海《大公报》社工作，历任上海中共地下党中学区委委员、男中学委委员等职。1949年2月，任上海地下党徐（汇）龙（华）区学生区委副书记。1949年6月起，历任中共上海徐汇、长宁、杨浦区委委员，中国新民主主义青年团徐汇区、长宁区、杨浦区委书记。1953年1月，任中国新民主主义青年团中央办公厅研究员。1954年8月，被选派到苏联中央团校学习。1955年11月至1963年1月，进入中国驻苏联大使馆工作；历任二等秘书、留学生处副主任、研究室主任等职。1963年2月，任高等教育部留学生司处长、对外司副司长等职。“文化大革命”开始后，他受到冲击，后下放劳动。
1972年4月，再次被派往驻苏联使馆，任使馆参赞。1974年8月，任驻几内亚大使兼驻几内亚比绍大使。1976年11月，任中华人民共和国外交部新闻司司长。1982年4月，任中华人民共和国外交部副部长。1988年4月，任外交部长、黨委書記。1991年4月，任国务委员兼外交部长。1992年10月，钱其琛在中共十四届一中全会上晋升中共中央政治局委员。1993年3月，任副总理兼外交部长。1993年6月，兼任中央对台工作领导小组副组长。1993年7月，兼任全国人民代表大会常务委员会香港特别行政区筹备委员会预备工作委员会主任。1995年12月，兼任全国人民代表大会香港特别行政区筹备委员会主任委员。1997年9月，钱其琛在中共十五届一中全会上连任中共中央政治局委员。1998年3月，卸任外长职务，70岁的钱其琛依然在朱镕基政府中，留任国务院副总理（排名第二位），并依然主导中华人民共和国外交及其他相关事务，亦主理港澳與涉台事務。1998年4月，兼任全国人民代表大会澳门特别行政区筹备委员会主任委员。2000年至2005年，还曾出任北京大学国际关系学院院长。
2002年11月和2003年3月，75岁的钱其琛分别从中共中央政治局委员和国务院副总理的职务上退下来；后担任北京大学国际关系学院名誉院长。钱其琛退下来后著有回忆录《外交十记》，回忆了自己的外交生涯，是少數寫回憶錄的中共中央高層領導人，南京大學歷史系一位學者說：「中國政治人物很少有公開寫回憶錄的習慣，以致現在許多中國人傳記竟出自外國人之手，實在是一個缺憾。」這本書出版後獲廣泛關注，更被譯成英、俄、日、韓等語言版本。
2017年5月9日22时06分，因病在北京逝世，享年89岁。中共中央评价钱其琛是“中国共产党的优秀党员，久经考验的忠诚的共产主义战士，无产阶级革命家，我国外交战线的杰出领导人”。第十八屆中共中央政治局常委和胡錦濤出席了其遺體告別儀式，江澤民送花圈。

## 主要外交经历
作为中国外交界的长期领导人，钱其琛以其明智、务实、灵活的外交手段活跃在中国外交与世界舞台上，通晓俄语、英语，略通法语；特别是在1989年六四天安门事件发生，西方群起孤立中国后，努力使得中国能够快速走出国际困境，不断开拓外交领域和提升国际地位。
- 在担任十年外交部长期间，曾先后访问了一百多个国家；
- 1982年至1987年间，钱其琛作为中国政府特使进行了11轮中苏副外长级磋商，讨论两国关系正常化问题。此后，他还参与同苏联的边界谈判，先后代表中国政府分别于1991年5月和1994年9月签署了《中苏国界东段协定》和《中俄国界西段协定》。
- 1989年2月，錢其琛以時任國家主席杨尚昆特使的身份赴日本出席昭和天皇葬禮，與同樣出席葬禮的印度尼西亞總統蘇哈托會晤，使中國與印尼恢復因印尼九·三〇事件中斷23年的外交關係，此次接觸亦稱“葬禮外交（日语：弔問外交）”。[6][7]
- 1990年代，钱其琛曾多次与美国国务卿会晤，就中美关系及重大国际问题进行会谈。
- 1991年，在出访波兰、匈牙利、捷克斯洛伐克时，提出“三超越”原则，即超越社会制度、意识形态和价值观念的差异，在相互尊重、平等互利、互不干涉内政等原则基础上发展正常的国家关系。
- 1992年，秘密出訪朝鮮，並推動中韩建交。在20世紀80至90年代中國凡有與韓國有關的政策重大舉措，都會先知會朝鮮，當年錢其琛早上秘密乘專機抵平壤向朝鮮勞動黨總書記金日成轉達中共中央總書記江澤民口信，表示「中國與南韓建交的時機已經成熟」，金日成總書記表示感謝並說「我們理解中國獨立、自主、平等地決定自己的外交政策，那就那樣辦吧！」，最後中韓如期在當年8月24日建交[8]。
- 钱其琛和夫人周寒琼，曾多次陪同江泽民、李鹏等领导人出访。
- 钱其琛曾率团出席的主要国际会议有：第43届至52届联合国大会、联合国安理会部长级会议、第24届至第28届东盟外长会议、东盟地区论坛首次会议、亚太经合组织部长级会议（第3届至第9届）、不结盟国家首脑会议及联合国禁止化学武器会议等。
- 钱其琛代表中国政府签署的重要外交文件有：中国同印尼的复交公报（1990年），同沙特阿拉伯（1990年）、新加坡（1990年）、文莱（1991年）、以色列（1992年）、韩国（1992年）和南非（1998年）等国的建交公报，中国同挪威相互设立总领馆协定，同海地、多米尼加和巴拿马（巴拿马和多米尼加已分别在2017年和2018年与中华人民共和国建交）互设商代处协议，及中国政府和苏联政府关于在中苏边境地区相互裁减军事力量和加强军事领域信任的指导原则的协定，柬埔寨和平协定，联合国关于禁止化学武器公约等。
- 1996年1月，钱其琛任“全国人民代表大会香港特別行政區籌備委員會”主任委员。
- 1997年，钱其琛作为中国政府代表团成员、副总理兼外长，陪同中共总书记江泽民和国务院总理李鹏赴香港出席“香港回归政权交接仪式”。
- 1998年4月，钱其琛任“全国人民代表大会澳门特别行政区筹备委员会”主任委员。
- 2003年11月，受联合国秘书长科菲·安南的任命，已经退休的钱其琛成为联合国一个以"威胁、挑战与改革"研究小组为名称的世界级高层次的决策咨询机构的16位成员之一。这些成员来自美、英、法、俄等国家，曾担任过首相、总理、军政首长、银行总裁或国际组织领导人的重任。

## 著作
- 《外交十记》2003世界知识出版社
- 《世界外交大辞典》上下册，主编，2005世界知识出版社

## 荣誉

### 外国勋章奖章
- 北极星勋章（蒙古，2005年11月28日于北京钓鱼台国宾馆颁发[9]）

## 家庭
- 哥哥：钱其珏[10]
- 弟弟：钱其璈，曾任天津市人民政府副市长、天津市人大常委会副主任[10]。
- 妹妹：钱其灿[10]
- 兒子：錢寧，八维在线有限责任公司（中国亚马逊在线）首席执行官[10]。

### 引用
1. ↑  . 新华社. 2017-05-10  [2017-05-10]. （原始内容存档于2021-03-09）.
2. ↑  . 上观新闻.   [2021-03-16]. （原始内容存档于2018-12-09）.
3. ↑  . 新华社. 2017-05-19  [2017-05-19]. （原始内容存档于2018-01-03）.
4. ↑  . 蘋果日報 (香港). 2017-05-10  [2017-05-10]. （原始内容存档于2019-07-01）.
5. ↑  . 新华社. 2017-05-10  [2017-05-10]. （原始内容存档于2017-05-15）.
6. ↑  于青. . 人民日报. 1989-02-24.
7. ↑  “三点一致意见” 的存檔，存档日期2014-07-27.，《外交十記》
8. ↑  . 蘋果日報 (香港). 2017-05-10  [2017-05-10]. （原始内容存档于2017-05-14） （中文（繁體））.
9. ↑  . 中华人民共和国外交部. 2005-11-28  [2021-07-27]. （原始内容存档于2021-07-27）.
10. 1 2 3 4  .   [2016-02-06]. （原始内容存档于2016-10-25）.